# Anche se volessi lavorare, che faccio?
Pour plus de détails, voir Fiche technique et Distribution.
Anche se volessi lavorare che faccio? (litt. « Même si je voulais travailler, que faire ? ») est une comédie policière italienne réalisée par Flavio Mogherini et sortie en 1972.
Il s'agit de la première réalisation de Mogherini. Le film met en scène Enzo Cerusico, Adriana Asti et Ninetto Davoli.

## Synopsis
Dans le Latium, quatre jeunes hommes nommés Riccetto, Girasole, Lallo et Asvero tentent de gagner leur vie en volant ce qu'ils trouvent dans les tombes des riches enterrés. Comme ils sont inexpérimentés, ils ont souvent des ennuis ou sont poursuivis par la police. Comme l'homme pour lequel les garçons travaillent, un certain Garrone, est louche et cruel et ne pense qu'à gagner de l'argent sans les payer comme il le devrait, Riccetto et les autres envisagent d'organiser un vol sérieux et définitif sur un site archéologique. Leur cible est le musée étrusque, et si les garçons réussissent leur coup, ils seront à l'aise pour de nombreuses années. Mais pour être assurés de mettre toutes les chances de leur côté, ils font appel à Nereo Pirelli. Considéré comme un plaisantin et surnommé "Deux novembre", Pirelli a déjà été condamné à la résidence surveillée pour des vols antérieurs. Il pense pouvoir réduire sa peine en dénonçant tout à la Guardia di Finanza et aux Carabinieri, qui sont en concurrence les uns avec les autres.
Les chefs des deux casernes, le Vénitien Dorigo de la Guardia di Finanza et le Sicilien Capriotti de l'Arma, décident chacun d'infiltrer deux soldats dans la bande, après que Pirelli ait convaincu les garçons qu'il faut au moins quatre complices de plus pour réaliser le casse. Girasole est le premier à se rendre compte que le casse est hors de leur portée et s'éloigne des autres complices, réussissant peu à peu à les faire reculer. Cependant, les deux soldats convainquent leurs camarades infiltrés qu'il faut réussir le casse et, la nuit où le site archéologique doit être cambriolé, une formidable bataille s'engage.
Pendant que les financiers se battent contre les carabiniers pour s'emparer de la nécropole, les jeunes hommes, effrayés, s'enfuient. Le lendemain, ils se retrouvent sur une plage lorsqu'ils se rendent compte que les carabiniers les ont repérés. S'enfuyant dans une station-service, ils volent une voiture de luxe immatriculée au Vatican et se déguisent en prélats. Par chance, ils tombent sur une procession alors que les carabiniers les poursuivent. Girasole, fuyant le long d'une falaise, meurt en passant sous un bus de touristes.

## Fiche technique
- Titre original italien : Anche se volessi lavorare che faccio?[1]
- Réalisation : Flavio Mogherini
- Scenario : Flavio Mogherini, Enzo Cerusico
- Photographie :	Arturo Zavattini
- Montage : Mario Morra
- Musique : Ennio Morricone
- Décors : Daniele Mogherini
- Société de production : Eurovision Cinematografica
- Pays de production :  Italie
- Langue originale : Italien
- Format : couleurs
- Durée : 99 minutes
- Genre : Comédie policière
- Dates de sortie :
  - Italie : 2 juin 1972

## Distribution
- Enzo Cerusico : Girasole
- Ninetto Davoli : Riccetto
- Adriana Asti : Pasquina
- Luciano Salce : Maréchal Dorigo
- Maurizio Arena : Garrone
- Vittorio Caprioli : Deux novembre
- Giovanni Barbato : Lallo
- Paolo Rosani : Asvero
- Fiorenzo Fiorentini : l'oncle de Pasquina
- Tiberio Murgia : visage de cochon
- Nerina Montagnani : la grand-mère de Girasole
- Ugo Fangareggi : Don Cosimo
- Giorgio Dolfin : douanier
- Livio Galassi : douanier Santolin
- Giacomo Rizzo : douanier Boteon
- Lino Coletta : Picklock
- Ettore Mattia : antiquaire
- Orchidea De Santis : prostituée
- Francesca Romana Coluzzi : Miss Tilde
- Leopoldo Trieste : Maréchal des Carabiniers Capriotti
- Ermelinda De Felice : mère de l'enfant donné à duenovembre
- Marcella Di Folco : gardienne en chef du musée